# あの夏、いちばん静かな海。
『あの夏、いちばん静かな海。』（あのなつ いちばんしずかなうみ）は、1991年公開の日本映画。
ビートたけしが本名の北野武名義で監督した3作目の作品である。本作で初めて、音楽に久石譲が起用された。
キャッチコピーは、『浜辺に捨てられた折れたサーフボード、もう誰も振り向かなかったけど二人にとっては大切な宝物だった』『一生にいちど、こんな夏がくる』

## ストーリー
収集車でのごみ回収を仕事とする聾唖の青年・茂がごみとして出された先端の欠けたサーフボードを見つけ、持ち帰る。彼はそのボードに発泡スチロールを継ぎ合わせ、同じ障害を持つ彼女・貴子を誘い海へ向かう。
茂はサーフィンにのめり込み、貴子は砂浜に座っていつもそれを見つめていた。修繕したボードはほどなく壊れ、新品を買った彼はますますサーフィンに夢中になる。初めは茂をバカにしていた地元のサーファーたちも、サーフィンに打ち込む彼を見直すようになる。ついに茂は仕事を休みがちになり上司に叱咤される。しかしその後は上司の理解もあり、上達した腕前で大会での入賞も果たす。
そんなある日、いつものように貴子が海にやってくるが、そこには茂の姿は無く、波打ち際で漂う彼のサーフボードだけが残っていた。

## 出演者
茂
演 - 真木蔵人
収集車で町を巡回してゴミを回収する仕事をしている。ゴミとして捨てられていたサーフボードを拾ったことがきっかけでサーフィンを始める。独学で練習をしており半袖半ズボンで海に入るなどしているが、徐々に海、サーフィンに一層のめり込んでいく。真面目でひたむきな性格だが、サーフィンに没頭しすぎて周りが見えなくなることがある。
貴子
演 - 大島弘子
茂の恋人。彼と同じく聾唖者。サーフィンを始めた茂に付き添い、彼が練習する間砂浜から見学する。おとなしい性格だが、茂のことをいつも優しい笑顔で見守る。ただし、作中のみかん女と親しげにした時は嫉妬して一時的に距離を置くなどやや頑固な性格も持ち合わせる。

### サーフィンに関わる人たち
サーフショップ店長・中島
演 - 藤原稔三
茂が初めてサーフボードを買う店の店長。未熟ながら練習熱心な茂に好感を持ち、ウェットスーツを譲ったり知り合いのサーファー仲間に茂の手助けを依頼するなど気にかける。
サーフショップ店員
演 - 鍵本景子
中島の店の女性従業員。茂からお金を渡された貴子がサーフボードを買いに訪れたため、応対する。
サッカー少年
演 - 小磯勝弥
茂の知人。作中では紺色のジャージを着ている。茂がサーフィンを始めたことを知ってからかう。しかしほどなくして茂に感化されて興味を持ち、サッカーそっちのけで友人と2人で想像や見よう見まねでサーフィンを始める。
サッカー少年の友人
演 - 松井俊雄
サッカー少年と日常的に行動を共にしている。作中ではグレーのジャージを着ている。サッカー少年と同じくおっちょこちょいな性格で色々とミスをしている。サッカー少年と金を出し合い激安のサーフボードを購入し2人で使い始める。
サーファー仲間の5人組
男女混合のサーファーたち。自身たちでサーフィンをする傍ら砂浜で休憩中に、サーフィンをする茂の様子を見ながら、好き勝手に感想を述べていたが、その後茂と知り合い親しくなる。
みかん女
演 - 窪田尚美
みかん好きの女性。サーフィンを始めた恋人に付き添って見学する。ある時砂浜で茂と出会い、持っていたみかんをむいてもらう。

### その他の人たち
田向
演 - 河原さぶ
茂の職場の先輩。いつも茂とコンビを組んで収集車でゴミを回収している。少々怒りっぽい性格だが内心、茂のことを心配している。
茂の上司
演 - 芹澤名人
ゴミ収集会社の所長。茂が仕事を数日間無断欠勤したため、田向づてに注意する。
体操をしている男
演 - 渡辺哲
冒頭で一人でラジオ体操らしき体操をしながら貴子に話しかける。
軽トラのおじさん
演 - 寺島進
ある時、自身が住む町に訪れた茂と貴子に出会い、トラックに乗せてあげる。
警官
演 - 田山涼成
軽トラのおじさんが乗車定員オーバーで道路を通行したため、取り締まる。
その他
演 - 神田瀧夢、秋山見学者、谷井耕司

## 作品の評価
- 作品の随所に青を使用したことが特徴であり、後の「キタノ・ブルー」の原点とされることもある。
- 北野作品で初めてヤクザの登場やバイオレンス描写のない恋愛・青春映画としても話題となったが、次作『ソナチネ』では再びバイオレンス映画に回帰した。
- 淀川長治は「ビートたけしと言う人は、お年寄りのことを馬鹿にしたりするので嫌いだったが、この映画を観て考えが変わった。一度会いたい。」という旨の発言をしている。その後、映画雑誌でのインタビューにおいて、「あのね、日本の映画の歴史の中でね、一番言いたいくらいあの映画好きなのね。なんでか言うたらね、あれってとってもサイレントなのね。サイレントだけど見とったらラブシーンが一番いいのね。」との賞賛を残した[1]。また、蓮實重彦もこの映画を絶賛している。
- 黒澤明もサーフィン大会のシーン等を高く評価したが、一方で「よくわからないラストシーンはいらなかった」と指摘している。これに対してたけしは「観客に対するサービスだった」と述べている[2]。
- 勝新太郎は『文藝春秋』でたけしと対談した際、「お前、この映画撮ってて気持ち良かっただろ。でも観る側にすれば、これほどキツイものはないよ」と言った[3]。
- 脚本家の笠原和夫は当初本作を酷評したが、後に北野映画全体への評価を改めている[4]。

## 製作
『首』の公開まで、たけしの監督作で唯一の東宝配給だった。

### 役者
たけしの監督作品として初めて本人が出演しなかった。
主演の大島弘子唯一の映画出演作である。バラエティ番組『少女雑貨専門TV エクボ堂』に出演していた際、共演していた司会の兵藤ゆきの紹介で北野と会い、彼は一目見て即座に映画への起用を決めたという。大島はパンフレットのインタビューにおいて今後も映画出演を続けたい旨を語っていたが、日本アカデミー賞授賞式のインタビューで役者を続けるかどうか問われ「分かりません」と答え、その後はTVにも映画にも出演することなく芸能活動を引退した。
サーフィンに打ち込む茂を初めはバカにするものの、次第に感化されてしまうボンクラコンビのサッカー少年を演じた小磯勝弥は、子役時代に「たけしくん、ハイ!」で少年期のたけし役を演じていた。

### 音楽
音楽を担当した久石譲は、本作の依頼を受ける以前から北野の前2作を見ており好きだったが、作品のスタイルから自分への依頼は人違いだと思ったのとコンサートツアーの予定があったことから一度は断ったが、北野サイドが1ヶ月待つという決断を下したことに感銘を受け仕事を引き受けた。音楽打ち合わせの際に北野から「通常、音楽が入る場面から全部、音楽を抜きましょう」と提案され、久石も共感したが具体的にどういう音楽を付ければよいのか困ったという。考えた結果、エリック・サティ風のメインテーマを作り、これなら映画をクールに見せられると考えたが、サブテーマとして作られた「Silent Love」を北野が気に入ったため、こちらがメインテーマに採用された。久石はこの曲だとロマンチックすぎてクールな映画にならないと主張したが、たけしにはサティ風だと『その男、凶暴につき』のイメージに戻ってしまい、ラブストーリーにならないという計算があったのだろうと久石は述べている。
プロデューサーの森昌行によると、前作『3-4X10月』の際にジャン＝リュック・ポンティやエリック・ドルフィーの既存曲が著作権の問題で使用出来なかったため、それならいっそ音楽は一切使用しないという方針にしたことを踏まえ本作で改めて映画音楽に向き合ったという。久石の起用についてはスタッフ間でふと名前が上がったことが発端だったが、宮崎駿作品との印象が強く一見は接点が無さそうに見えるものの、映画制作における常套手段を持たず文法を外した北野映画には逆に合うのではないか、ミスマッチなほどハマるのではないかと考えオファーしたと述べている。

### 『稲村ジェーン』の影響
公開の前年、サザンオールスターズの桑田佳祐が制作した映画『稲村ジェーン』が大ヒットしていたが、桑田本人も「若気の至りの極地」と後年振り返ったように、批評的には決して芳しいものではなかった。たけしも自著の中で、「（音楽は良いが）邪魔なセリフがありすぎて音楽を殺している」「音楽と絵（だけ）でやったほうがインパクトの強いものになる」と評している。本映画は『稲村ジェーン』と同じく、サーファーの若者たちの恋愛模様を描いた映画であるが、セリフをほとんど排した内容であることから、「『稲村ジェーン』に触発されて作られた映画ではないか」という批評が存在する。本作は『稲村ジェーン』とは正反対に批評面で成功したことで、たけしは本格派の監督としてこののちスターダムを駆け上がることになる。

## 受賞歴
- 第15回日本アカデミー賞 最優秀音楽賞、新人俳優賞（大島弘子）[10]
- 第1回東京スポーツ映画大賞 作品賞、監督賞、主演男優賞（真木蔵人）
- 第46回毎日映画コンクール 日本映画優秀賞
- 第13回ヨコハマ映画祭[11][12]
  - 作品賞
  - 監督賞
  - 日本映画ベストテン第1位
- 第65回キネマ旬報ベスト・テン
  - 読者選出日本映画監督賞
  - 日本映画ベスト・テン第6位
- 第16回報知映画賞 最優秀監督賞
- 第34回ブルーリボン賞 作品賞、監督賞
- 第6回高崎映画祭 最優秀新人賞（大島弘子）、特別賞